# FirstFarms
FirstFarms este o companie agricolă din Danemarca.

## FirstFarms în România
FirstFarms este prezentă în România din anul 2007, a achiziționat treptat teren până când a ajuns la un vârf de 9.000 de hectare în 2009 pentru a ulterior să renunțe la o fermă de 2.000 de hectare care a ajuns la Ingleby, un alt jucător danez din agricultura locală.
Compania operează o fermă de 7.600 ha de teren arabil în Țăndărei în apropierea orașului Buzău și o fermă agrozootehnică în Slovacia.
Cifra de afaceri în 2013: 4,7 milioane euro.